# Somera hinnula
Somera hinnula är en fjärilsart som beskrevs av Holland 1893. Somera hinnula ingår i släktet Somera och familjen tandspinnare. Inga underarter finns listade i Catalogue of Life.